# استیو تالی
استیو تالی (انگلیسی: Steve Talley؛ زادهٔ ۱۲ اوت ۱۹۸۱) هنرپیشه اهل ایالات متحده آمریکا است. وی از سال ۲۰۰۲ میلادی تاکنون مشغول فعالیت بوده‌است.
از فیلم‌ها یا برنامه‌های تلویزیونی که وی در آن نقش داشته‌است می‌توان به دروغ‌گوهای کوچک زیبا، ذهن‌های مجرم، ون وایلدر: سال تازه‌وارد، کسل، پای آمریکایی: خانه بتا، و پای آمریکایی: مسیر برهنه اشاره کرد.